# Lipówka (gromada)
Lipówka (od 31 XII 1961 Stępocice) – dawna gromada, czyli najmniejsza jednostka podziału terytorialnego Polskiej Rzeczypospolitej Ludowej w latach 1954–1972.
Gromady, z gromadzkimi radami narodowymi (GRN) jako organami władzy najniższego stopnia na wsi, funkcjonowały od reformy reorganizującej administrację wiejską przeprowadzonej jesienią 1954 do momentu ich zniesienia z dniem 1 stycznia 1973, tym samym wypierając organizację gminną w latach 1954–1972.
Gromadę Lipówka z siedzibą GRN w Lipówce utworzono – jako jedną z 8759 gromad na obszarze Polski – w powiecie pińczowskim w woj. kieleckim, na mocy uchwały nr 13h/54 WRN w Kielcach z dnia 29 września 1954. W skład jednostki weszły obszary dotychczasowych gromad Stępocice, Lipówka, Podrózie, Świerczyna, Teodorów, Wola i Dziewięczyce (bez kolonii Bronów) ze zniesionej gminy Sancygniów w tymże powiecie. Dla gromady ustalono 20 członków gromadzkiej rady narodowej.
Gromadę zniesiono 31 grudnia 1961 w związku z przeniesieniem siedziby GRN z Lipówki do Stępocic i zmianą nazwy jednostki na gromada Stępocice.